# Robert E. Ferguson
Robert E. Ferguson (* 5. August 1924 oder 5. August 1925 in Pineland, Texas; † 3. Oktober 2016 in Mesilla Park, New Mexico) war ein US-amerikanischer Politiker. Zwischen 1975 und 1978 fungierte er im Bundesstaat New Mexico als Vizegouverneur.

## Werdegang
Robert E. Ferguson wurde Mitte der 1920er Jahre im Sabine County geboren. Er graduierte an der Baylor University in Waco. Mit seiner Ehefrau Rosemary hat er vier gemeinsame Kinder, zwei Söhne und zwei Töchter. Er war in der Transportbranche tätig sowie leitender Angestellter bei Immobilien- und Versicherungsunternehmen.
Politisch gehörte er der Demokratischen Partei an. Er saß zwischen 1971 und 1972 im Senat von New Mexico, wo er den 21. Distrikt von New Mexico vertrat. 1974 wurde er zum Vizegouverneur von New Mexico gewählt und bekleidete diesen Posten von 1975 bis 1978. Er kandidierte 1978 erfolglos bei der Democratic Primary für das Amt des Gouverneurs von New Mexico.